# Под лупом
Под лупом (енгл. Spotlight) амерички је биографски драмски филм из 2015. редитеља Тома Макартија, који је написао сценарио заједно са Џошом Сингером. Филм прати тим новинара Бостон Глоуба, најстарије новинске истраживачке новинарске јединице у Сједињеним Државама, и њихову истрагу о вишедеценијском прикривању широко распрострањеног и системског сексуалног злостављања деце од стране бројних свештеника римокатоличке цркве. Иако је радња филма оригинална, заснована је на низу прича тима „Спотлајт” који је Глоубу 2003. донео Пулицерову награду за јавну службу. Главне улоге у филму тумаче Марк Рафало, Мајкл Китон, Рејчел Макадамс, Џон Слатери, Стенли Тучи, Брајан д’Арси Џејмс, Лијев Шрајбер и Били Крудап.
Филм је премијерно приказан 3. септембра 2015. на Филмском фестивалу у Венецији, док је у америчким биоскопима објављен 6. новембра исте године. Зарадио је преко 98 милиона долара и нашао је на позитивне реакције критичара, који су нарочито похвалили глуму, историјску тачност и сценарио. Филм је био номинован за шест Оскара, а победу је однео у категоријама за најбољи филм и најбољи оригинални сценарио. Такође је освојио награду Удружења филмских глумаца за најбољу глумачку поставу у филму.

## Радња
Године 1976, у полицијској станици у Бостону, два полицајца разговарају о хапшењу свештеника Џона Гејгана због злостављања деце. Свештеник високог ранга разговара са мајком злостављене деце. Помоћник окружног тужиоца тада улази у станицу и говори полицајцима да не дозволе новинарима да сазнају шта се догодило. Хапшење није објављено у вестима и Гејган је пуштен.
Године 2001, Марти Барон, нови главни уредник Бостон Глоуба, упознаје Волтера „Робија” Робинсона, уредника новинског истраживачког тима „Спотлајт”. Након што је Барон прочитао Глоубов чланак о адвокату Мичелу Гарабедијану, у коме се наводи да је кардинал Бернард Ло, надбискуп Бостона, знао за Гејганово сексуално злостављање деце и није учинио ништа да то спречи, Барон позива тим Спотлајт да истражи. Новинар Мајкл Резендес контактира Гарабедијана, који у почетку одбија да буде интервјуисан. Иако му је речено да то не ради, Резендес открива да је у тиму Спотлајт и убеђује Гарабедијана да пристане на разговар.
У почетку верујући да прате причу о једном свештенику који је неколико пута премештан на нове позиције, тим Спотлајт почиње да открива још случајева сексуалног злостављања од стране других свештеника у Масачусетсу и стално заташкавање од стране Бостонске надбискупије. Преко Фила Савијана, човека на челу Мреже преживелих од злостављања свештеника, групе за права жртава, тим проширује своје истраживање на тринаест свештеника. Ричард Сајп, бивши свештеник који је радио на рехабилитацији свештеника који су починили сексуално злостављање, открива им да његове студије показују да у Бостону има око 90 свештеника злостављача (око 6% свештеника). Кроз своје истраживање, тим прави листу од 87 имена и проналази жртве да поткрепи своје сумње.
Како тим схвата обим истраге, она почиње да утиче на њихове животе: репортер Мет Керол сазнаје да се један од центара за рехабилитацију свештеника налази у истом блоку као и дом његове породице, али не може да каже својој деци или комшијама да би избегао цурење приче; репортерка Саша Фајфер не жели више да иде у цркву са својом баком; Резендес се залаже за брзо објављивање приче како би спречио даље злоупотребе; а Робинсон се суочава са одбијањем неких својих блиских пријатеља за које сазнаје да су саучесници у прикривању злостављања.
После напада 11. септембра, тим је приморан да сачека са објављивањем приче. Они поново добијају замах када Резендес сазнаје од Гарабедијана да постоје јавно доступни документи који потврђују да је кардинал Ло био упознат са злоупотребама и игнорисао их. Иако Резендес гласно тврди да прича треба одмах објавити, пре него што се број жртава повећа, а ривалске новине објаве сличне чланке, Робинсон упорно одбија, тврдећи да тим треба даље да истражује како би системски проблем био потпуније разоткривен. Након што Глоуб добије случај и приступ још више правних докумената који пружају доказе о широј слици, тим Спотлајт коначно почиње да пише причу и планира да објави своје налазе почетком 2002. године.
Док се спремају за штампање приче, Робинсон признаје да је током истраге сазнао да му је адвокат Ерик Маклиш 1993. послао списак од 20 свештеника који су починили сексуално злостављање, на који он никада није одговорио. Барон и даље похваљује напоре Робинсона и тима Спотлајт да сада разоткрију злочине. Прича иде у штампу са веб везом до докумената који разоткривају Лоово игнорисање злочина и бројем телефона за жртве злостављања свештеника. Следећег јутра, тим је преплављен позивима жртава које желе да испричају своје приче.
У текстуалном епилогу се наводи да је Ло поднео оставку у децембру 2002. и да је на крају унапређен до положаја у Базилици Свете Марија Велике у Риму, и приказује се списак од 105 америчких заједница, уз 101 заједницу широм света, које су се суочиле са скандалима повезаним са свештеничким злостављањем.

## Главне улоге
| Глумац              | Улога                  |
| ------------------- | ---------------------- |
| Марк Рафало         | Мајкл Резендес         |
| Мајкл Китон         | Волтер „Роби” Робинсон |
| Рејчел Макадамс     | Саша Фајфер            |
| Лијев Шрајбер       | Марти Барон            |
| Џон Слатери         | Бен Бредли Млађи       |
| Брајан д’Арси Џејмс | Мет Керол              |
| Стенли Тучи         | Мичел Гарабедијан      |
| Били Крудап         | Ерик Маклиш            |